# Кочими
Кочими́ — крупная группа индейских племён, обитавшая до прихода европейцев в центральной части полуострова Нижняя Калифорния от Эль-Росарио на севере до Сан-Хавьера на юге. Кочими встретились с испанскими колонистами в XVII веке, и после этого его неоднократно посещали различные испанские путешественники, колонисты и миссионеры, однако уже в конце XIX века, в основном из-за эпидемий, племя исчезло.

## Язык
Кочими говорили на нескольких диалектах или близкородственных языках, относящихся к семье языков юма-кочими, распространённой на Калифорнийском полуострове, на юге Калифорнии и на западе Аризоны. Согласно прежнему делению, язык кочими включали в состав юманских, однако Маурисио Мишко (Mauricio J. Mixco, 1978, 2006) установил, что родство кочими и юманских языков — слишком отдалённое, и язык (языки) кочими представляет скорее отдельную ветвь, родственную юманским языкам.

## Обычаи и образ жизни
Сведения об обычаях и верованиях кочими сохранились в кратких записях путешественников. Наиболее информативными являются записи иезуитских миссионеров (Aschmann 1959; Laylander 2000; Mathes 2006), в особенности Мигеля Венегаса (1757, изданы в 1979) и Мигеля дель Барко (изданы в 1973).
Кочими были охотниками и собирателями, не знакомыми с земледелием и металлургией. С керамикой северные кочими познакомились, по-видимому, незадолго до контакта с европейцами (Rogers 1945). Их материальная культура была в целом примитивной, однако она хорошо подходила к засушливой среде и мобильному образу жизни. Народ кочими дробился на автономные местные общины, между которыми постоянно вспыхивали войны.
Путешественники отмечали следующие необычные для европейцев особенности быта кочими:
- «Табла», исп. Tablas представляли собой деревянные таблички с расписными украшениями и/или просверлёнными отверстиями, используемые на религиозных церемониях. Несколько таких табличек было обнаружено в ходе археологических раскопок (Massey 1972; Hedges 1973; Meigs 1974).
- шаманы носили на церемониях особые головные уборы, выполненные из человеческих волос (Meigs 1970).

## Интересные факты
В честь Кочими был назван род кактусов Кохемия (Cochemiea), произрастающий на территориях которые в прошлом занимали племена индейцев.